# Samuel Eilenberg

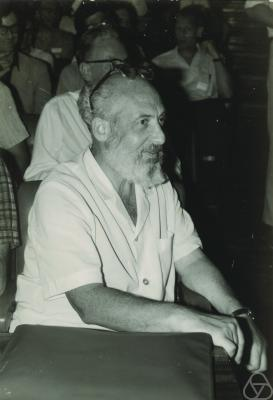
Samuel Eilenberg (1970)

Samuel Eilenberg (* 30. September 1913 in Warschau, Weichselland; † 30. Januar 1998 in New York, USA) war ein aus Polen stammender US-amerikanischer Mathematiker. Zusammen mit Saunders Mac Lane gilt er als Begründer der Kategorientheorie.

## Leben und Werk
Eilenberg stammte aus der polnischen mathematischen Schule, die ihre Schwerpunkte in mathematischer Grundlagenforschung, Topologie, Funktionalanalysis und Maßtheorie hatte, und wurde 1936 bei Karol Borsuk in Warschau promoviert. 1939 floh er nach dem deutschen Überfall auf Polen in die USA, wo ihm in Princeton Solomon Lefschetz und Oswald Veblen eine Stelle an der University of Michigan in Ann Arbor vermittelten, wo Raymond Wilder eine Arbeitsgruppe „Topologie“ aufbaute. 1947 ging er an die Columbia University in New York, wo er bis zu seiner Emeritierung blieb, zweimal Dekan des Fachbereichs war und 1982 „University Professor“ (dort die höchste Position) wurde. 1948 erhielt er die Staatsbürgerschaft der Vereinigten Staaten.
Eilenbergs Hauptarbeitsgebiet war die Topologie. Zusammen mit Norman Steenrod arbeitete er an einer axiomatischen Fundierung der Homologietheorie (Foundations of Algebraic Topology, Princeton 1952, bekannt sind die Eilenberg-Steenrod-Axiome zur Charakterisierung einer Homologie). Seine Arbeiten mit Saunders MacLane legen den Grundstein zur homologischen Algebra. Er war auch Mitglied der französischen Bourbaki-Gruppe. Mit Henri Cartan zusammen veröffentlichte er ein Standardwerk zur homologischen Algebra (Homological Algebra, Princeton 1956). Der Satz von Eilenberg-Zilber behandelt die Homologie von Produkträumen. In Zusammenarbeit mit Tudor Ganea entstanden der Satz von Eilenberg-Ganea und die daraus resultierende Eilenberg-Ganea-Vermutung. Im Jahr 1958 hielt er auf dem Internationalen Mathematikerkongress in Edinburgh einen Plenarvortrag („Applications of homological algebra in topology“). Er schrieb auch ein Buch über Automatentheorie.
Eilenberg und Steenrod planten einen Folgeband zu ihrem Lehrbuch, der nie erschien. Eilenberg arbeitete kurz vor seinem Tod mit Eldon Dyer an einem mehrbändigen Topologie-Lehrbuch.
Eilenberg war auch ein bekannter Sammler südostasiatischer Kunst. 1987 vermachte er seine Sammlung dem Metropolitan Museum of Art.
Zu seinen Doktoranden gehören Myles Tierney, William Lawvere, David Buchsbaum, Daniel Kan und Alex Heller.

## Ehrungen
- 1958 hielt er einen Plenarvortrag auf dem Internationalen Mathematikerkongress in Edinburgh (Applications of Homological Algebra in Topology).
- 1959: Mitglied der National Academy of Sciences der USA
- 1970: Invited Speaker auf dem Internationalen Mathematikerkongress in Nizza (Algebraic aspects of automata theory)
- 1972: Ehrenmitglied der London Mathematical Society[2]
- 1974: Mitglied der American Academy of Arts and Sciences
- 1986: Wolf-Preis
- 1987: Leroy P. Steele Prize for Lifetime Achievement der American Mathematical Society
- 2013: Samuel Eilenberg Centenary Conference[3]

## Schriften
- Singular homology theory. In: Annals of Mathematics. Serie 2, Band 45, Nr. 3, 1944, S. 407–447, doi:10.2307/1969185, (Definition Singuläre Homologie).
- mit Saunders MacLane: Relations between homology and homotopy groups of spaces. In: Annals of Mathematics. Serie 2, Band 46, Nr. 3, 1945, S. 480–509, doi:10.2307/1969165, (Definition Gruppenhomologie).
- mit Claude Chevalley: Cohomology theory of Lie groups and Lie algebras. In: Transactions of the American Mathematical Society. Band 63, Nr. 1, 1948, S. 85–124, doi:10.2307/1990637.
- mit Norman Steenrod: Foundations of algebraic topology (= Princeton Mathematical Series. 15, ISSN 0079-5194). Princeton University Press, Princeton NJ 1952.
- mit Henri Cartan: Homological Algebra (= Princeton Mathematical Series. 19). Princeton University Press, Princeton NJ 1956.
- Automata, languages, and machines (= Pure and Applied Mathematics. 59, A–B). Band A, B. Academic Press, New York NY u. a. 1974, 1976, ISBN 0-12-234001-9 (Bd. A), ISBN 0-12-234002-7  (Bd. B).
- mit Saunders MacLane: Collected works. Academic Press, Orlando FL u. a. 1986, ISBN 0-12-234020-5.